# Liga Mistrzyń siatkarek (2010/2011)
Liga Mistrzyń 2010/2011 (oficjalna nazwa Indesit European Champions League) – 11. sezon Ligi Mistrzyń rozgrywanej od 2010 roku, organizowanego przez Europejską Konfederację Piłki Siatkowej (CEV) w ramach europejskich pucharów dla żeńskich klubowych zespołów siatkarskich "starego kontynentu".

## Drużyny uczestniczące
- Scavolini Pesaro
- MC-Carnaghi Villa Cortese
- Volley Bergamo
- Zarieczje Odincowo
- Dinamo Moskwa
- RC Cannes
- ASPTT Miluza
- BKS Aluprof Bielsko-Biała
- Organika Budowlani Łódź
- Muszynianka Muszyna
- Fenerbahçe Stambuł
- VGS Türk Telekom Stambuł
- Eczacıbaşı VitrA Stambuł
- ŽOK Split 1700
- Dynamo Romprest Bukareszt
- VK Modřanská Prostějov
- Voléro Zurych
- CV Jamper Aguere
- Crvena Zvezda Belgrad
- Telecom Baku

## Rozgrywki

### Faza grupowa
awans do play-off
     gospodarz turnieju finałowego

#### Grupa A
Tabela
| Lp. | Drużyna                  | Pkt | Mecze | Mecze | Mecze | Sety | Sety | Sety  | Małe punkty | Małe punkty | Małe punkty |
| Lp. | Drużyna                  | Pkt | M     | W     | P     | wyg. | prz. | ratio | zdob.       | str.        | ratio       |
| --- | ------------------------ | --- | ----- | ----- | ----- | ---- | ---- | ----- | ----------- | ----------- | ----------- |
| 1   | VGS Türk Telekom Stambuł | 12  | 6     | 6     | 0     | 18   | 6    | 3.000 | 562         | 440         | 1.277       |
| 2   | Bank BPS Fakro Muszyna   | 10  | 6     | 4     | 2     | 13   | 13   | 1.000 | 552         | 545         | 1.013       |
| 3   | Zarieczje Odincowo       | 8   | 6     | 2     | 4     | 13   | 14   | 0.929 | 538         | 561         | 0.959       |
| 4   | Crvena Zvezda Belgrad    | 6   | 6     | 0     | 6     | 7    | 18   | 0.389 | 468         | 574         | 0.815       |

Źródło: cev.lu
Zasady ustalania kolejności: 1. liczba zdobytych punktów; 2. wyższy stosunek setów; 3. wyższy stosunek małych punktów.
Punktacja: zwycięstwo – 2 pkt; porażka – 1 pkt
Wyniki
| Data       | Drużyna 1              | Wynik | Drużyna 2              | Sety                              |
| ---------- | ---------------------- | ----- | ---------------------- | --------------------------------- |
| 23.11.2010 | Crvena Zvezda Belgrad  | 2:3   | Türk Telekom Stambuł   | 19:25, 25:19, 25:19, 23:25, 10:15 |
| 25.11.2010 | Bank BPS Fakro Muszyna | 2:3   | Zarieczje Odincowo     | 25:10, 25:16, 22:25, 17:25, 7:15  |
|            |                        |       |                        |                                   |
| 01.12.2010 | Zarieczje Odincowo     | 3:1   | Crvena Zvezda Belgrad  | 26:24, 25:22, 16:25, 25:12        |
| 01.12.2010 | Türk Telekom Stambuł   | 3:1   | Bank BPS Fakro Muszyna | 25:16, 22:25, 25:14, 26:24        |
|            |                        |       |                        |                                   |
| 07.12.2010 | Crvena Zvezda Belgrad  | 1:3   | Bank BPS Fakro Muszyna | 9:25, 27:25, 20:25, 20:25         |
| 08.12.2010 | Türk Telekom Stambuł   | 3:0   | Zarieczje Odincowo     | 28:26, 25:18, 25:9                |
|            |                        |       |                        |                                   |
| 15.12.2010 | Zarieczje Odincowo     | 2:3   | Türk Telekom Stambuł   | 25:23, 18:25, 18:25, 25:22, 8:15  |
| 16.12.2010 | Bank BPS Fakro Muszyna | 3:1   | Crvena Zvezda Belgrad  | 25:20, 25:21, 23:25, 25:14        |
|            |                        |       |                        |                                   |
| 06.01.2011 | Bank BPS Fakro Muszyna | 1:3   | Türk Telekom Stambuł   | 25:23, 20:25, 14:25, 14:25        |
| 04.01.2011 | Crvena Zvezda Belgrad  | 2:3   | Zarieczje Odincowo     | 25:23, 16:25, 11:25, 25:18, 11:15 |
|            |                        |       |                        |                                   |
| 11.01.2011 | Zarieczje Odincowo     | 2:3   | Bank BPS Fakro Muszyna | 25:19, 25:18, 14:25, 27:29, 11:15 |
| 11.01.2011 | Türk Telekom Stambuł   | 3:0   | Crvena Zvezda Belgrad  | 25:8, 25:15, 25:16                |

#### Grupa B
Tabela
| Lp. | Drużyna                     | Pkt | Mecze | Mecze | Mecze | Sety | Sety | Sety  | Małe punkty | Małe punkty | Małe punkty |
| Lp. | Drużyna                     | Pkt | M     | W     | P     | wyg. | prz. | ratio | zdob.       | str.        | ratio       |
| --- | --------------------------- | --- | ----- | ----- | ----- | ---- | ---- | ----- | ----------- | ----------- | ----------- |
| 1   | FenerbahçeAcibadem Stambuł  | 11  | 6     | 5     | 1     | 15   | 3    | 5.000 | 430         | 317         | 1.356       |
| 2   | Dinamo Moskwa               | 11  | 6     | 5     | 1     | 15   | 4    | 3.750 | 445         | 345         | 1.290       |
| 3   | Norda Foppapedretti Bergamo | 8   | 6     | 2     | 4     | 7    | 13   | 0.538 | 434         | 448         | 0.969       |
| 4   | ŽOK Split 1700              | 6   | 6     | 0     | 6     | 1    | 18   | 0.056 | 275         | 474         | 0.580       |

Źródło: cev.lu
Zasady ustalania kolejności: 1. liczba zdobytych punktów; 2. wyższy stosunek setów; 3. wyższy stosunek małych punktów.
Punktacja: zwycięstwo – 2 pkt; porażka – 1 pkt
Wyniki
| Data       | Drużyna 1                   | Wynik | Drużyna 2                   | Sety                       |
| ---------- | --------------------------- | ----- | --------------------------- | -------------------------- |
| 25.11.2010 | Dinamo Moskwa               | 3:0   | ŽOK Split 1700              | 25:15, 25:15, 25:16        |
| 25.11.2010 | FenerbahçeAcibadem Stambuł  | 3:0   | Norda Foppapedretti Bergamo | 26:24, 25:23, 25:18        |
|            |                             |       |                             |                            |
| 02.12.2010 | Norda Foppapedretti Bergamo | 1:3   | Dinamo Moskwa               | 17:25, 28:26, 17:25, 22:25 |
| 30.11.2010 | ŽOK Split 1700              | 0:3   | FenerbahçeAcibadem Stambuł  | 16:25, 15:25, 13:25        |
|            |                             |       |                             |                            |
| 08.12.2010 | Dinamo Moskwa               | 3:0   | FenerbahçeAcibadem Stambuł  | 25:16, 25:21, 25:17        |
| 07.12.2010 | ŽOK Split 1700              | 1:3   | Norda Foppapedretti Bergamo | 26:24, 18:25, 11:25, 21:25 |
|            |                             |       |                             |                            |
| 13.12.2010 | Norda Foppapedretti Bergamo | 3:0   | ŽOK Split 1700              | 25:14, 25:18, 25:13        |
| 13.12.2010 | FenerbahçeAcibadem Stambuł  | 3:0   | Dinamo Moskwa               | 25:14, 25:15, 25:15        |
|            |                             |       |                             |                            |
| 06.01.2011 | FenerbahçeAcibadem Stambuł  | 3:0   | ŽOK Split 1700              | 25:10, 25:11, 25:13        |
| 06.01.2011 | Dinamo Moskwa               | 3:0   | Norda Foppapedretti Bergamo | 25:22, 25:18, 25:16        |
|            |                             |       |                             |                            |
| 11.01.2011 | Norda Foppapedretti Bergamo | 0:3   | FenerbahçeAcibadem Stambuł  | 13:25, 23:25, 19:25        |
| 11.01.2011 | ŽOK Split 1700              | 0:3   | Dinamo Moskwa               | 7:25, 12:25, 11:25         |

#### Grupa C
Tabela
| Lp. | Drużyna                    | Pkt | Mecze | Mecze | Mecze | Sety | Sety | Sety  | Małe punkty | Małe punkty | Małe punkty |
| Lp. | Drużyna                    | Pkt | M     | W     | P     | wyg. | prz. | ratio | zdob.       | str.        | ratio       |
| --- | -------------------------- | --- | ----- | ----- | ----- | ---- | ---- | ----- | ----------- | ----------- | ----------- |
| 1   | Eczacibasi Vitra Stambuł   | 11  | 6     | 5     | 1     | 17   | 5    | 3.400 | 525         | 416         | 1.262       |
| 2   | Voléro Zurych              | 11  | 6     | 5     | 1     | 16   | 8    | 2.000 | 526         | 486         | 1.082       |
| 3   | ASPTT Miluza               | 8   | 6     | 2     | 4     | 8    | 12   | 0.667 | 435         | 438         | 0.993       |
| 4   | CV Jamper Aguere La Laguna | 6   | 6     | 0     | 6     | 2    | 18   | 0.111 | 348         | 494         | 0.704       |

Źródło: cev.lu
Zasady ustalania kolejności: 1. liczba zdobytych punktów; 2. wyższy stosunek setów; 3. wyższy stosunek małych punktów.
Punktacja: zwycięstwo – 2 pkt; porażka – 1 pkt
Wyniki
| Data       | Drużyna 1                  | Wynik | Drużyna 2                  | Sety                             |
| ---------- | -------------------------- | ----- | -------------------------- | -------------------------------- |
| 24.11.2010 | Eczacibasi Vitra Stambuł   | 3:1   | Voléro Zurych              | 22:25, 25:20, 25:9, 25:19        |
| 23.11.2010 | ASPTT Miluza               | 3:0   | CV Jamper Aguere La Laguna | 25:18, 25:21, 25:18              |
|            |                            |       |                            |                                  |
| 01.12.2010 | CV Jamper Aguere La Laguna | 1:3   | Eczacibasi Vitra Stambuł   | 17:25, 25:22, 17:25, 20:25       |
| 01.12.2010 | Voléro Zurych              | 3:1   | ASPTT Miluza               | 25:16, 16:25, 25:15, 25:19       |
|            |                            |       |                            |                                  |
| 08.12.2010 | Eczacibasi Vitra Stambuł   | 3:0   | ASPTT Miluza               | 25:15, 26:24, 25:20              |
| 08.12.2010 | Voléro Zurych              | 3:1   | CV Jamper Aguere La Laguna | 22:25, 25:18, 25:16, 25:11       |
|            |                            |       |                            |                                  |
| 15.12.2010 | CV Jamper Aguere La Laguna | 0:3   | Voléro Zurych              | 15:25, 19:25, 20:25              |
| 16.12.2010 | ASPTT Miluza               | 0:3   | Eczacibasi Vitra Stambuł   | 23:25, 20:25, 23:25              |
|            |                            |       |                            |                                  |
| 04.01.2011 | ASPTT Miluza               | 1:3   | Voléro Zurych              | 18:25, 23:25, 25:18, 19:25       |
| 06.01.2011 | Eczacibasi Vitra Stambuł   | 3:0   | CV Jamper Aguere La Laguna | 25:19, 25:11, 25:12              |
|            |                            |       |                            |                                  |
| 11.01.2011 | CV Jamper Aguere La Laguna | 0:3   | ASPTT Miluza               | 15:25, 17:25, 14:25              |
| 11.01.2011 | Voléro Zurych              | 3:2   | Eczacibasi Vitra Stambuł   | 25:19, 23:25, 25:23, 9:25, 15:13 |

#### Grupa D
Tabela
| Lp. | Drużyna                   | Pkt | Mecze | Mecze | Mecze | Sety | Sety | Sety  | Małe punkty | Małe punkty | Małe punkty |
| Lp. | Drużyna                   | Pkt | M     | W     | P     | wyg. | prz. | ratio | zdob.       | str.        | ratio       |
| --- | ------------------------- | --- | ----- | ----- | ----- | ---- | ---- | ----- | ----------- | ----------- | ----------- |
| 1   | MC-Carnaghi Villa Cortese | 10  | 6     | 4     | 2     | 14   | 9    | 1.556 | 516         | 491         | 1.051       |
| 2   | RC Cannes                 | 10  | 6     | 4     | 2     | 15   | 9    | 1.667 | 544         | 489         | 1.112       |
| 3   | VK Modřanská Prostějov    | 9   | 6     | 3     | 3     | 12   | 11   | 1.091 | 516         | 503         | 1.026       |
| 4   | Organika Budowlani Łódź   | 7   | 6     | 1     | 5     | 5    | 17   | 0.294 | 431         | 524         | 0.823       |

Źródło: cev.lu
Zasady ustalania kolejności: 1. liczba zdobytych punktów; 2. wyższy stosunek setów; 3. wyższy stosunek małych punktów.
Punktacja: zwycięstwo – 2 pkt; porażka – 1 pkt
Wyniki
| Data       | Drużyna 1                 | Wynik | Drużyna 2                 | Sety                              |
| ---------- | ------------------------- | ----- | ------------------------- | --------------------------------- |
| 25.11.2010 | Modřanská Prostějov       | 1:3   | RC Cannes                 | 22:25, 24:26, 25:21, 16:25        |
| 23.11.2010 | Organika Budowlani Łódź   | 1:3   | MC-Carnaghi Villa Cortese | 19:25, 17:25, 25:16, 15:25        |
|            |                           |       |                           |                                   |
| 30.11.2010 | MC-Carnaghi Villa Cortese | 3:0   | Modřanská Prostějov       | 25:19, 25:23, 30:28               |
| 30.11.2010 | RC Cannes                 | 3:0   | Organika Budowlani Łódź   | 25:12, 25:22, 26:24               |
|            |                           |       |                           |                                   |
| 09.12.2010 | Modřanská Prostějov       | 3:0   | Organika Budowlani Łódź   | 25:17, 25:15, 25:21               |
| 09.12.2010 | RC Cannes                 | 3:2   | MC-Carnaghi Villa Cortese | 25:22, 18:25, 20:25, 25:13, 20:18 |
|            |                           |       |                           |                                   |
| 15.12.2010 | MC-Carnaghi Villa Cortese | 3:1   | RC Cannes                 | 15:25, 25:18, 25:18, 25:21        |
| 14.12.2010 | Organika Budowlani Łódź   | 3:2   | Modřanská Prostějov       | 16:25, 20:25, 29:27, 28:26, 15:11 |
|            |                           |       |                           |                                   |
| 04.01.2011 | Organika Budowlani Łódź   | 0:3   | RC Cannes                 | 18:25, 22:25, 16:25               |
| 05.01.2011 | Modřanská Prostějov       | 3:0   | MC-Carnaghi Villa Cortese | 25:21, 25:19, 25:19               |
|            |                           |       |                           |                                   |
| 11.01.2011 | MC-Carnaghi Villa Cortese | 3:1   | Organika Budowlani Łódź   | 18:25, 25:19, 25:15, 25:21        |
| 11.01.2011 | RC Cannes                 | 2:3   | Modřanská Prostějov       | 25:13, 22:25, 21:25, 25:17, 13:15 |

#### Grupa E
Tabela
| Lp. | Drużyna                   | Pkt | Mecze | Mecze | Mecze | Sety | Sety | Sety  | Małe punkty | Małe punkty | Małe punkty |
| Lp. | Drużyna                   | Pkt | M     | W     | P     | wyg. | prz. | ratio | zdob.       | str.        | ratio       |
| --- | ------------------------- | --- | ----- | ----- | ----- | ---- | ---- | ----- | ----------- | ----------- | ----------- |
| 1   | Rabita Baku               | 10  | 6     | 4     | 2     | 16   | 7    | 2.286 | 521         | 458         | 1.138       |
| 2   | Scavolini Pesaro          | 11  | 6     | 5     | 1     | 16   | 9    | 1.778 | 560         | 501         | 1.118       |
| 3   | Aluprof Bielsko-Biała     | 9   | 6     | 3     | 3     | 13   | 14   | 0.929 | 575         | 578         | 0.995       |
| 4   | Dinamo Romprest Bukareszt | 6   | 6     | 0     | 6     | 3    | 18   | 0.167 | 404         | 523         | 0.772       |

Źródło: cev.lu
Zasady ustalania kolejności: 1. liczba zdobytych punktów; 2. wyższy stosunek setów; 3. wyższy stosunek małych punktów.
Punktacja: zwycięstwo – 2 pkt; porażka – 1 pkt
Wyniki
| Data       | Drużyna 1                 | Wynik | Drużyna 2                 | Sety                              |
| ---------- | ------------------------- | ----- | ------------------------- | --------------------------------- |
| 24.11.2010 | Scavolini Pesaro          | 3:2   | Aluprof Bielsko-Biała     | 23:25, 25:22, 25:20, 19:25, 15:12 |
| 24.11.2010 | Dinamo Romprest Bukareszt | 0:3   | Rabita Baku               | 18:25, 22:25, 20:25               |
|            |                           |       |                           |                                   |
| 02.12.2010 | Rabita Baku               | 3:1   | Scavolini Pesaro          | 25:19, 25:23, 23:25, 25:21        |
| 30.11.2010 | Aluprof Bielsko-Biała     | 3:2   | Dinamo Romprest Bukareszt | 24:26, 25:19, 34:36, 25:16, 15:7  |
|            |                           |       |                           |                                   |
| 08.12.2010 | Scavolini Pesaro          | 3:0   | Dinamo Romprest Bukareszt | 25:22, 25:19, 25:15               |
| 09.12.2010 | Aluprof Bielsko-Biała     | 3:2   | Rabita Baku               | 25:21, 21:25, 25:18, 20:25, 15:13 |
|            |                           |       |                           |                                   |
| 16.12.2010 | Rabita Baku               | 3:0   | Aluprof Bielsko-Biała     | 25:13, 25:23, 25:12               |
| 14.12.2010 | Dinamo Romprest Bukareszt | 0:3   | Scavolini Pesaro          | 12:25, 20:25, 21:25               |
|            |                           |       |                           |                                   |
| 05.01.2011 | Dinamo Romprest Bukareszt | 1:3   | Aluprof Bielsko-Biała     | 16:25, 21:25, 27:25, 19:25        |
| 06.01.2011 | Scavolini Pesaro          | 3:2   | Rabita Baku               | 20:25, 25:21, 25:19, 23:25, 15:6  |
|            |                           |       |                           |                                   |
| 11.01.2011 | Rabita Baku               | 3:0   | Dinamo Romprest Bukareszt | 25:18, 25:16, 25:14               |
| 11.01.2011 | Aluprof Bielsko-Biała     | 2:3   | Scavolini Pesaro          | 25:21, 12:25, 21:25, 25:21, 11:15 |

### Play-off

#### Runda 12
| Data       | Drużyna 1              | Wynik | Drużyna 2                 | Sety                                      |
| ---------- | ---------------------- | ----- | ------------------------- | ----------------------------------------- |
| 03.02.2011 | Bank BPS Fakro Muszyna | 3:2   | MC-Carnaghi Villa Cortese | 25:16, 26:24, 23:25, 21:25, 16:14         |
| 09.02.2011 | Bank BPS Fakro Muszyna | 2:3   | MC-Carnaghi Villa Cortese | 23:25, 25:18, 19:25, 25:8, 15:17, (15:11) |
|            |                        |       |                           |                                           |
| 03.02.2011 | Modřanská Prostějov    | 3:2   | Rabita Baku               | 19:25, 25:22, 25:19, 23:25, 21:19         |
| 10.02.2011 | Modřanská Prostějov    | 0:3   | Rabita Baku               | 21:25, 23:25, 19:25, (11:15)              |
|            |                        |       |                           |                                           |
| 03.02.2011 | Zarieczje Odincowo     | 3:0   | Voléro Zurych             | 25:21, 25:15, 25:18                       |
| 09.02.2011 | Zarieczje Odincowo     | 0:3   | Voléro Zurych             | 22:25, 22:25, 21:25, (9:15)               |
|            |                        |       |                           |                                           |
| 03.02.2011 | Scavolini Pesaro       | 3:2   | Dinamo Moskwa             | 19:25, 25:14, 19:25, 27:25, 15:10         |
| 10.02.2011 | Scavolini Pesaro       | 3:2   | Dinamo Moskwa             | 25:17, 19:25, 26:28, 25:12, 15:8          |
|            |                        |       |                           |                                           |
| 01.02.2011 | RC Cannes              | 0:3   | Eczacibasi Vitra Stambuł  | 20:25, 20:25, 22:25                       |
| 09.02.2011 | RC Cannes              | 0:3   | Eczacibasi Vitra Stambuł  | 21:25, 14:25, 21:25                       |
|            |                        |       |                           |                                           |
| 01.02.2011 | Aluprof Bielsko-Biała  | 1:3   | Türk Telekom Stambuł      | 18:25, 25:22, 18:25, 21:25                |
| 10.02.2011 | Aluprof Bielsko-Biała  | 1:3   | Türk Telekom Stambuł      | 25:22, 20:25, 21:25, 18:25                |

#### Runda 6
| Data       | Drużyna 1                | Wynik | Drużyna 2            | Sety                              |
| ---------- | ------------------------ | ----- | -------------------- | --------------------------------- |
| 24.02.2011 | Bank BPS Fakro Muszyna   | 0:3   | Rabita Baku          | 23:25, 21:25, 19:25               |
| 03.03.2011 | Bank BPS Fakro Muszyna   | 0:3   | Rabita Baku          | 20:25, 19:25, 19:25               |
|            |                          |       |                      |                                   |
| 24.02.2011 | Voléro Zurych            | 1:3   | Scavolini Pesaro     | 27:25, 20:25, 20:25, 20:25        |
| 03.03.2011 | Voléro Zurych            | 2:3   | Scavolini Pesaro     | 27:25, 18:25, 23:25, 25:21, 11:15 |
|            |                          |       |                      |                                   |
| 24.02.2011 | Eczacibasi Vitra Stambuł | 0:3   | Türk Telekom Stambuł | 21:25, 20:25, 22:25               |
| 03.03.2011 | Eczacibasi Vitra Stambuł | 2:3   | Türk Telekom Stambuł | 25:21, 25:22, 23:25, 10:25, 13:15 |

### Turniej finałowy
Stambuł

#### Półfinały
| Data       | Drużyna 1            | Wynik | Drużyna 2                  | Sety                              |
| ---------- | -------------------- | ----- | -------------------------- | --------------------------------- |
| 19.03.2011 | Rabita Baku          | 3:1   | Scavolini Pesaro           | 25:23, 25:16, 13:25, 25:14        |
| 19.03.2011 | Türk Telekom Stambuł | 3:2   | FenerbahçeAcibadem Stambuł | 19:25, 25:21, 21:25, 25:19, 15:11 |

#### Mecz o 3. miejsce
| Data       | Drużyna 1                  | Wynik | Drużyna 2        | Sety                       |
| ---------- | -------------------------- | ----- | ---------------- | -------------------------- |
| 20.03.2011 | FenerbahçeAcibadem Stambuł | 3:1   | Scavolini Pesaro | 12:25, 25:21, 25:21, 25:21 |

#### Finał
| Data       | Drużyna 1            | Wynik | Drużyna 2   | Sety                |
| ---------- | -------------------- | ----- | ----------- | ------------------- |
| 20.03.2011 | Türk Telekom Stambuł | 3:0   | Rabita Baku | 25:13, 25:20, 25:18 |

## Klasyfikacja końcowa
| Miejsce | Drużyna                  |
| ------- | ------------------------ |
| złoto   | VGS Türk Telekom Stambuł |
| srebro  | Telecom Baku             |
| brąz    | Fenerbahçe Stambuł       |
| 4.      | Scavolini Pesaro         |